# Stricticimex
Stricticimex is een geslacht van wantsen uit de familie van de Cimicidae (Bedwantsen). Het geslacht werd voor het eerst wetenschappelijk beschreven door Ferris & Usinger in 1957.

## Soorten
Het genus bevat de volgende soorten:

- Stricticimex anciauxi Fain, 1972
- Stricticimex antennatus Ferris & Usinger, 1957
- Stricticimex brevispinosus Usinger, 1959
- Stricticimex intermedius Ferris & Usinger, 1959
- Stricticimex khmerensis Klein, 1969
- Stricticimex namru Usinger, 1960
- Stricticimex parvus Ueshima, 1968
- Stricticimex pattoni (Horváth, 1925)
- Stricticimex puylaerti Fain & Elsen, 1972
- Stricticimex transversus Ferris & Usinger, 1957